# Bamba Thialène
Bamba Thialène (ou Bamba Ndiayene) est une localité du Sénégal, située dans le département de Koumpentoum et la région de Tambacounda, dans l'est du pays.
C'est le chef-lieu de la communauté rurale du même nom, ainsi que de l'arrondissement de Bamba Thialène depuis la création de celui-ci par un décret du 10 juillet 2008. 
On y dénombre 2 945 personnes et 319 ménages.

## Personnalités liées à la commune
- Mamadou Cissokho, militant et éducateur associatif.